# Пропорциональные отрезки
Пропорциональные отрезки — отрезки, для длин которых выполняется пропорция.
Отношением отрезков AB и CD называется отношение их длин, то есть {\displaystyle {AB \over CD}}.
Говорят, что отрезки AB и СD пропорциональны отрезкам {\displaystyle A_{1}B_{1}} и {\displaystyle C_{1}D_{1}}, если
{\displaystyle {AB \over A_{1}B_{1}}={CD \over C_{1}D_{1}}}.
Например, отрезки AB и СD, длины которых равны 2 и 1 см, пропорциональны отрезкам {\displaystyle A_{1}B_{1}} и {\displaystyle C_{1}D_{1}}, длины которых равны 3 см и 1.5 см. В самом деле,
{\displaystyle {AB \over A_{1}B_{1}}={CD \over C_{1}D_{1}}={2 \over 3}}.
Понятие пропорциональности аналогичным образом вводится и для большего числа отрезков:
{\displaystyle {AB \over A_{1}B_{1}}={CD \over C_{1}D_{1}}={EF \over E_{1}F_{1}}}
Понятие пропорциональных отрезков используется в теореме Фалеса, а также в аффинной геометрии.